# Overcast!
Albums de Atmosphere
Overcast! EP
(1997) Lucy Ford: The Atmosphere EP's
(2001)
Overcast! est le premier album studio d'Atmosphere, sorti le 5 août 1997.

## Liste des titres
| No  | Titre                                   | Contient un (des) sample(s) de                                                                            | Durée |
| --- | --------------------------------------- | --- | ----- |
| 1.  | 1597                                    | Finale: Allegro Molto de Ludwig van Beethoven                                                             | 3:04  |
| 2.  | Brief Description                       | | 4:16  |
| 3.  | Current Status (featuring Beyond)       | | 3:40  |
| 4.  | Complications                           | Blind Baby de New Birth                                                                                   | 5:04  |
| 5.  | 4:30 am                                 | Vital Nerve de Company Flow Little Linda de Bloodstone                                                    | 3:10  |
| 6.  | Adjust (featuring Beyond)               | Beyond the Bend Ahead des San Sebastian Strings                                                           | 4:44  |
| 7.  | Clay                                    | Water Moon d'Andreas Vollenweider Steam Forest d'Andreas Vollenweider Follow the Leader d'Eric B. & Rakim | 3:48  |
| 8.  | @                                       | | 2:17  |
| 9.  | Sound Is Vibration                      | | 3:57  |
| 10. | Multiples                               | | 4:13  |
| 11. | Scapegoat                               | Walking Back to Waterloo des Bee Gees Necessary des Boogie Down Productions                               | 3:52  |
| 12. | Ode to the Modern Man (Lightning Blend) | Light My Fire d'Al Green                                                                                  | 4:01  |
| 13. | WND                                     | | 3:08  |
| 14. | Multiples (Reprise)                     | The Dune Sea of Tatooine/Jawa Sandcrawler de John Williams                                                | 1:48  |
| 15. | Caved In                                | Moonstreams de Grover Washington, Jr. It Ain't Fair d'Aretha Franklin                                     | 3:44  |
| 16. | Cuando Limpia El Humo                   | The First Garden de Stevie Wonder                                                                         | 5:12  |
| 17. | The Outernet                            | The Indianapolis Story de John Williams                                                                   | 5:22  |
| 18. | Primer                                  | | 7:16  |